# Csiba (Hargita megye)
Csiba (románul: Ciba) falu Romániában, Hargita megyében.

## Fekvése és története
A Kápolna-patak völgyében fekvő kis szórványtelepülés. Csiba az ugrapataki és rajkókpataki gyimesi csángók egy részének a Csíkba való visszatelepítésekor létesült. Nevét 1956-ban vették fel a helységnévtárba, 1959-ben Csíktaplocával együtt Csíkszeredához csatolták. 1977-ben 332 lakosa volt, ez 1992-re 135-re csökkent, 1998-ban 44 család élt Csibán. Jelentős területei a Csikó-kert és Zabos-kert. A Fejszó- vagy Fészó-patakon levő malom 1959-ig működött. Csibához tartozik a 13A országút nagy kanyarában levő néhány házból álló Ligat-telep, e kis telep az 1896-os taplocai faluégés után keletkezett. A települést megközelíteni a 13A műútról balra kanyarodva a 12-es községi úton lehet.